# Phryneta obliquata
Phryneta obliquata là một loài bọ cánh cứng trong họ Cerambycidae.